# Międzynarodowa Federacja Lotnicza

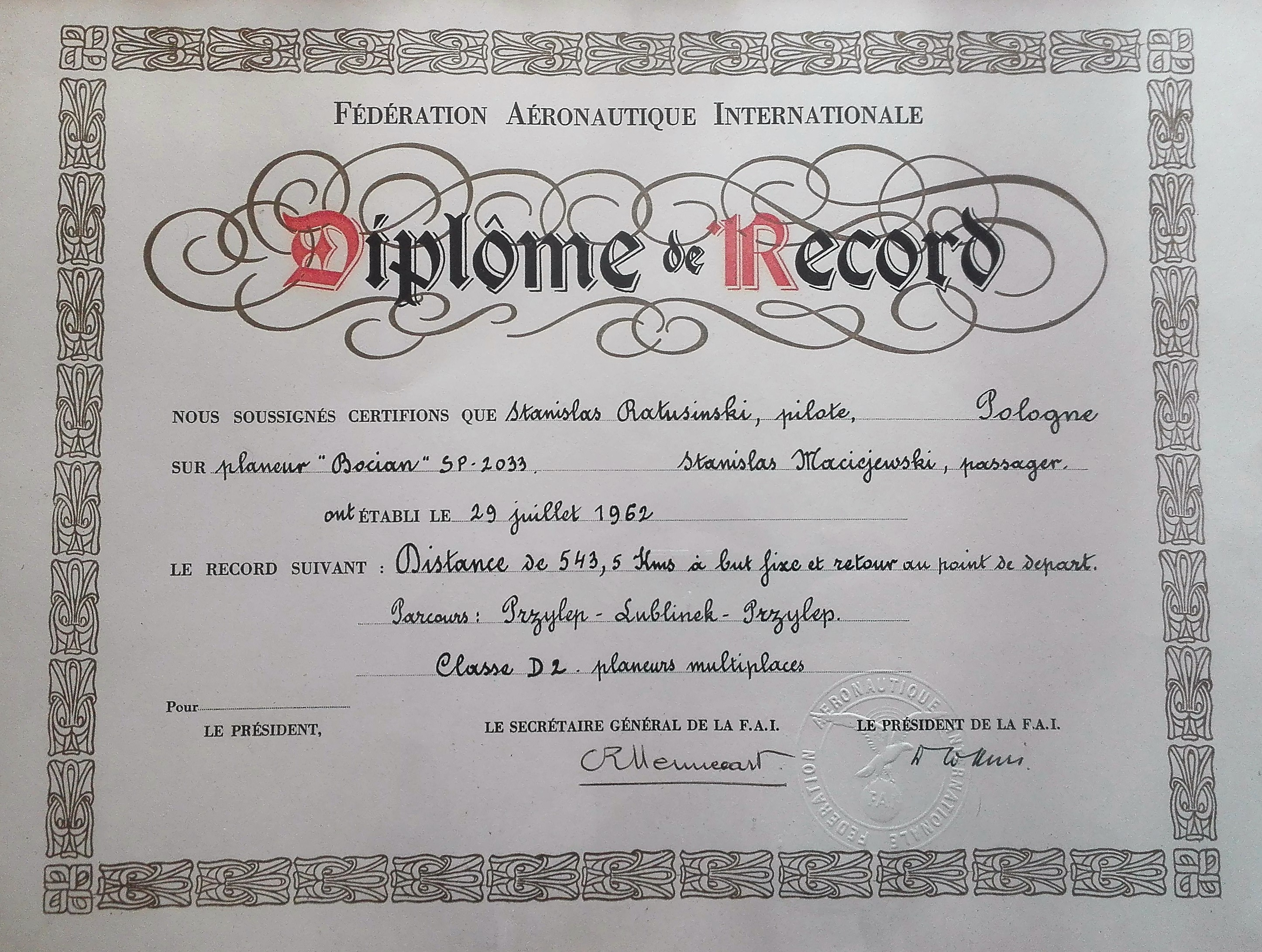
Dyplom FAI potwierdzający odbycie rekordowego lotu przez Stanisława Ratusińskiego.

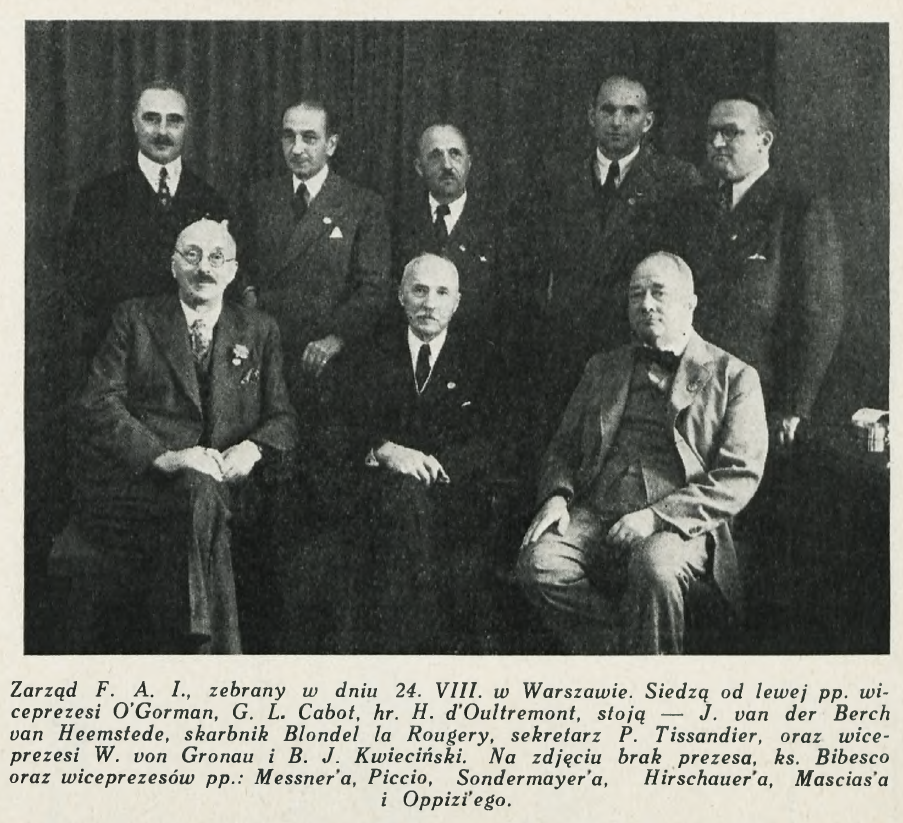
Zarząd FAI podczas spotkania w Warszawie w sierpniu 1936

Międzynarodowa Federacja Lotnicza (FAI – Fédération Aéronautique Internationale) – międzynarodowa federacja zrzeszająca aerokluby narodowe, założona w 1905 roku w Paryżu. Siedzibą organizacji jest Lozanna.
FAI zajmuje się między innymi ustanawianiem ogólnoświatowych norm w sportach lotniczych. Nominuje międzynarodowych sędziów, kataloguje rekordy lotnicze, przyznaje nagrody zasłużonym, organizuje Światowe Igrzyska Lotnicze (World Air Games) oraz sprawuje opiekę nad innymi światowymi i kontynentalnymi zawodami i wydarzeniami lotniczymi. Aeroklub Polski od 1920 roku jest członkiem Międzynarodowej Federacji Lotniczej.
W Polsce odbyły się konferencje generalne FAI: 34 Konferencja Generalna FAI, 1936r. – w Warszawie, 2003r. – 96 Konferencja Generalna FAI  odbyła się w Teatrze im. Juliusza Słowackiego w Krakowie. W konferencji uczestniczyli delegaci reprezentujący 42 kraje  w tym 10 międzynarodowych Komisji Sportów Lotniczych. Podczas konferencji Złotym Medalem FAI został odznaczony Steve Fossett.
16 października 2014 roku odbyła się coroczna ceremonia otwarcia 108 Konferencji Generalnej FAI, która miała miejsce w tajlandzkiej miejscowości Pattaya. Na tej uroczystości wręczano przyznane wyróżnienia i dyplomy i po raz pierwszy w historii FAI pokazano transmisję video na żywo z tej uroczystości, na stronie internetowej FAI, za pośrednictwem kanału YouTube.

## Prezydenci FAI

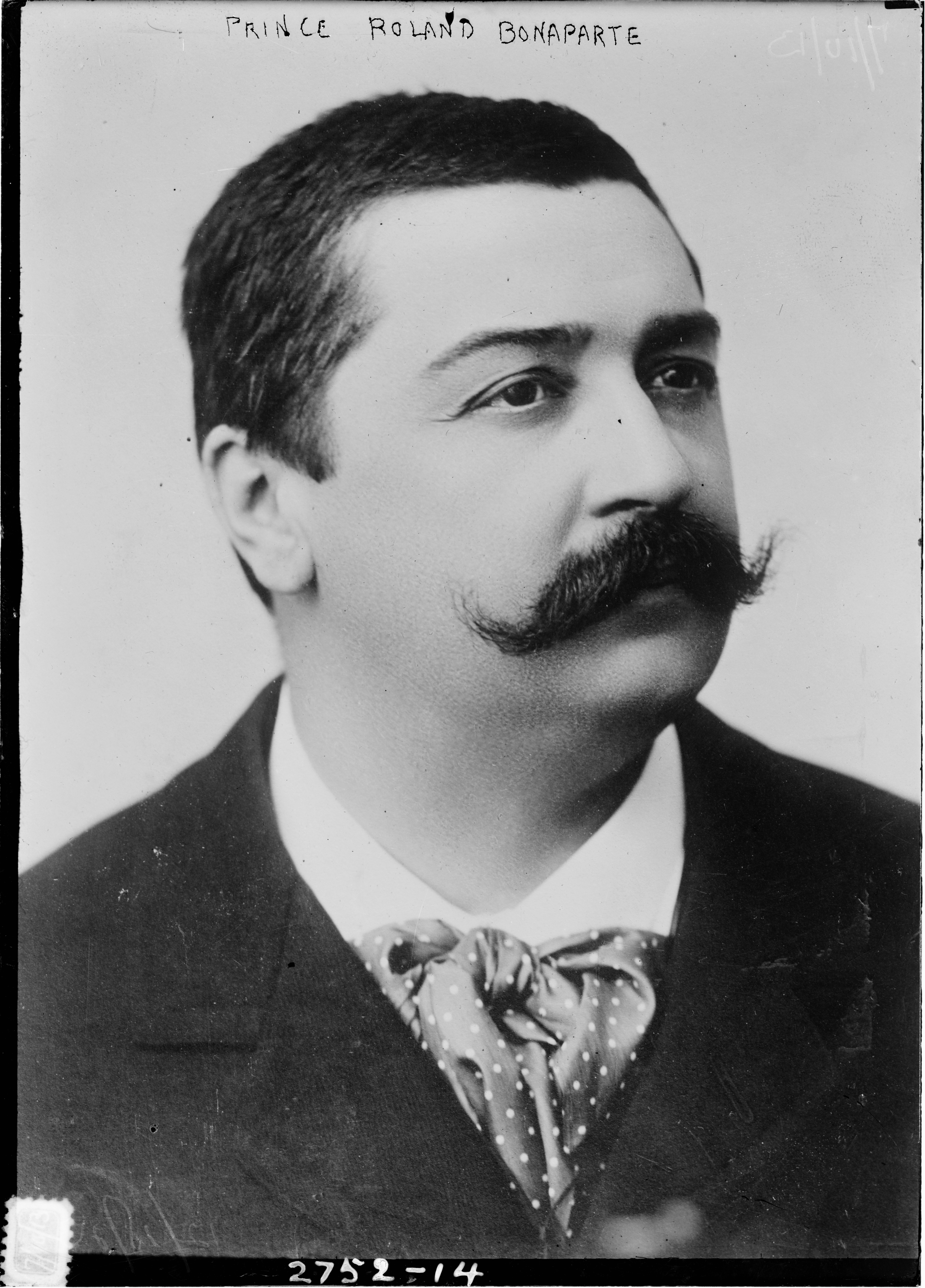
Roland Bonaparte

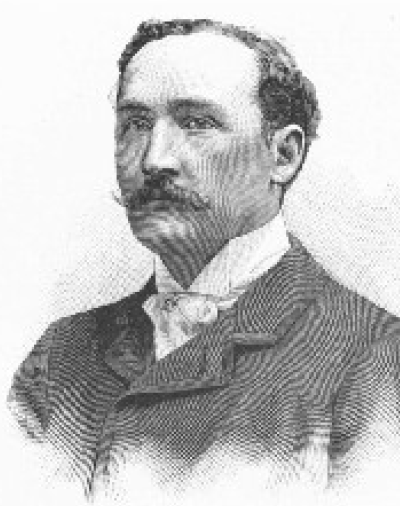
Henri de la Vaulx

- 1905–1925 – Roland Bonaparte (Francja)
- 1925–1930 – Henri de la Vaulx (Francja)
- 1930–1941 – Georges Valentin Bibesco (Rumunia)
- 1942–1946 – Godfrey L. Cabot (USA)
- 1946–1948 – Brabazon of Tara (Wielka Brytania)
- 1948–1950 – William R. Enyart (USA)
- 1950–1952 – A. de la Grange (Francja)
- 1952–1954 – Cornelio Kolff (Holandia)
- 1954–1956 – K.J.G. Bartlett (Wielka Brytania)
- 1956–1958 – Charles Sillevaerts (Belgia)
- 1958–1960 – Jacqueline Cochran (USA)
- 1960–1962 – Jacques Allez (Francja)
- 1962–1964 – dr W. Muri (Szwajcaria)
- 1964–1966 – Mauricio Obregon (Kolumbia)
- 1966–1967 – Vladimir K. Kokkinaki (ZSRR)
- 1967–1969 – Hofrat Josef Gaisbacher (Austria)
- 1969–1970 – E. Wegelius (Finlandia)
- 1970–1972 – Fred Forrer (Szwajcaria)
- 1972–1974 – André Olivier Dumas (Kanada)
- 1974–1976 – Bernard Duperier (Francja)
- 1976–1978 – Adolph („Pirat”) Gehriger (Szwajcaria)
- 1978–1980 – Desmond Percy Kelly (Australia)
- 1980–1982 – Antoine de Ligne (Belgia)
- 1982–1984 – Amos Ishai (Izrael)
- 1984–1986 – Cenek Kepak (Czechosłowacja)
- 1986–1988 – Georges Alfred „Peter” Lloyd  (Australia)
- 1988–1990 – Clifton F. von Kann (USA)
- 1990–1992 – Olavi A. Rautio (Finlandia)
- 1992–1994 – dr Hanspeter Hirzel (Szwajcaria)
- 1994–2000 – Eilif J. Ness (Norwegia)
- 2000–2004 – Wolfgang Weinreich (Niemcy)
- 2004–2010 – Pierre Portmann (Szwajcaria)
- 2010–2016 – dr John Grubbstrom (Szwecja)
- 2016–2018 – Frits Brink (Holandia)
- 2018 – Robert Henderson (Nowa Zelandia)

## Sekretarze generalni FAI
- 1905–1908 – Georges Besançon (Francja)
- 1909–1912 – Comte de Castillon de Saint-Victor (Francja)
- 1913–1945 – Paul Tissandier (Francja)
- 1946 – Felix Camermann (Francja)
- 1947–1950 – Jean Blériot (Francja)
- 1951–1962 – H. R. Gillmann (Francja)
- 1963–1980 – C. E. Hennecart (Francja)
- 1981–1986 – Bertrand Larcher  (Francja)
- 1987–1992 – Cenek Kepak (Czechosłowacja)
- 1993–2010 – Max Bishop (Wielka Brytania)
- 2010–2011 – Stéphane Desperez (Francja)
- 2011–2013 – Jean-Marc Badan (Szwajcaria)
- 2014 – Susanne Schödel (Niemcy)

## Medale i dyplomy FAI
Za wybitne rekordy i szczególne osiągnięcia FAI przyznaje pilotom i działaczom lotniczym wyróżnienia w postaci medali i dyplomów.
Najbardziej znane to:

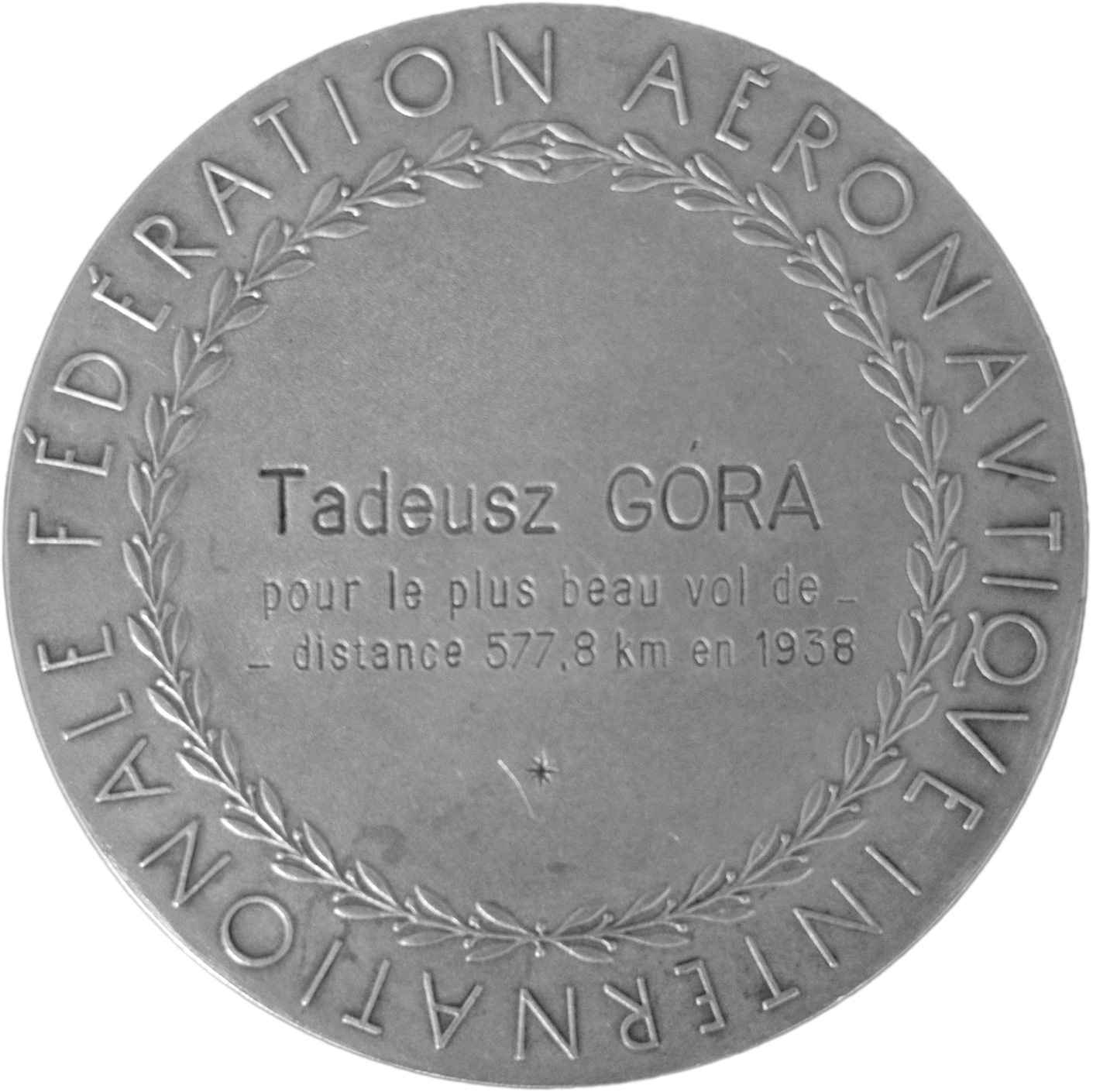
Medal Lilienthala przyznany Tadeuszowi Górze

- Złoty Medal FAI – za wybitne osiągnięcia w lotnictwie i kosmonautyce (nadawane oddzielnie), ustanowiony w 1924 r. (lotniczy) i w 1963 r. (kosmiczny),
- Srebrny Medal FAI – za wyjątkowe  przywództwo  i  wpływ, które  przysłużyły  się  całej międzynarodowej społeczności sportów lotniczych, ustanowiony w 2006 r.,
- Brązowy Medal FAI – za wybitne zasługi w pracy FAI, ustanowiony w 1962 r.,
- Medal de la Vaulx – za rekordy świata ustanowione w poprzedzającym roku, ustanowiony w 1933 r.,
- Medal Louisa Bleriota – za rekordy międzynarodowe na samolotach lekkich, ustanowiony w 1936 r.,
- Medal Sportu Lotniczego FAI – za wybitne zasługi związane ze sportami lotniczymi, ustanowiony w 1991 r.,
- Medal Lilienthala – za wybitne osiągnięcia w szybownictwie, ustanowiony w 1938 r.,
- Medal Pelagii Majewskiej – za wybitne osiągnięcia w szybownictwie (przyznawany kobietom), ustanowiony w 1989 r.,
- Medal Sabihy Gökçen – za dokonanie najbardziej wybitnych osiągnięć w dowolnym sporcie lotniczym w poprzedzającym roku (przyznawany kobietom), ustanowiony  w 2002  r.,
- Dyplom im. P. Tissandiera – za wybitny wkład w dziedzinie lotnictwa, ustanowiony w 1952 r.,
- Dyplom Montgolfiera – za przyczynianie się do rozwoju sportu baloniarskiego,
- Dyplom za wybitną fachowość lotniczą – za wybitny  pokaz zalet lotniczych w czasie suborbitalnego lotu w ciągu poprzedzających dwóch lat, który zaowocował uratowaniem życia innych osób lub był wykonywany z myślą o tym, ustanowiony w 1985 r.,
- Dyplom byłych prezydentów – za zasługi  dla FAI, przyznawany jest Prezydentom FAI od 1973 r.,
- Grupowy Dyplom Honoru FAI (Dyplom Honorowy dla Zespołów) – za przysłużenie się rozwojowi lotnictwa lub kosmonautyki w ciągu poprzedzającego roku lub lat przyznany grupie (biura projektowe, instytuty badawcze, wydawnictwa lotnicze, etc.), ustanowiony w 1965 r.
- Złoty Medal Modelarski FAI – za dokonanie najbardziej wybitnych osiągnięć w modelarstwie lotniczym,

## Polacy w FAI
- Bogdan Kwieciński, wiceprezydent FAI w latach 1933–1945[5],
- Józef Sobieraj, wiceprezydent FAI w latach 1978–1982[6],
- Wiesław Jaszczyński, wiceprezydent, członek komitetu statutowego FAI, w 2002r. otrzymał honorowe wyróżnienie,   „Honorowego Członka  FAI” (ang.Companions of Honour),
- Julian Bojanowski, wiceprzewodniczący Międzynarodowej Komisji Szybowcowej w latach 1958–1970.
- Ryszard Witkowski, członek Komisji Wiropłatowej CIG (Commission Internationale de Giraviation) FAI w latach 1971 do 1992. W 2017 roku został uhonorowany Złotym Medalem Wiropłatowym FAI za  wieloletnią współpracę oraz rozwój i popularyzację sportu śmigłowcowego.

- Marcin Szamborski,  członek Komisji Wiropłatowej w 2016 roku został wybrany drugim Wiceprezydentem Komisji Wiropłatowej CIG[7].
- Serafina Ogończyk-Mąkowska, Członkini Aeroklubu Ziemi Mazowieckiej w Płocku, od 2023 Prezydent Międzynarodowej Komisji Wiropłatów (FAI Rotorcraft Commision), pierwsza kobieta na czele komisji FAI.